# 성읍초등학교
성읍초등학교는 대한민국 제주특별자치도 서귀포시 표선면 성읍리에 있는 공립 초등학교이다.

## 학교 연혁
| 1937년 | 8월 21일  | 성읍공립심상소학교 설립 인가                             |
| 1937년 | 9월 1일   | 개교, 4년제(성읍리 875번지, 표선공립보통학교장 겸직)     |
| 1941년 | 6월 7일   | 성읍공립국민학교로 개명                                  |
| 1946년 | 6월 1일   | 신부지로 이전(성읍리 1002번지, 현재 학교터)              |
| 1949년 | 1월 3일   | 4·3사건으로 교사 전소                                    |
| 1950년 | 6월 1일   | 성읍국민학교로 개칭, 4학급 6년제 학급 편성 인가          |
| 1969년 | 9월 1일   | 도서벽지교육진흥법에 의거 벽지학교 지정                  |
| 1979년 | 1월 1일   | 문교부 지정 시범급식학교                                 |
| 1982년 | 11월 16일 | 현 부지로 재 이전(성읍리 1002번지)                       |
| 1984년 | 3월 20일  | 성읍국민학교병설유치원 개원                              |
| 1988년 | 6월 16일  | 테니스장 시설 및 남자 테니스부 창단                      |
| 1989년 | 9월 1일   | 벽지학교 해제 (관보 01302-688)                           |
| 1996년 | 3월 1일   | 성읍초등학교로 개칭                                      |
| 1997년 | 3월 1일   | 제주도교육청 지정 전통음악교육시범학교                   |
| 2000년 | 4월 8일   | 전통예술모범학교 선정(문화관광부 지정)                   |
| 2000년 | 10월 28일 | 학교 교기 여자 테니스부 창단                             |
| 2002년 | 11월 6일  | 제3회 아름다운 숲 전국 대회 우수상 수상                  |
| 2004년 | 12월 10일 | 전국 전통예술모범학교 발표회 우수상 수상                 |
| 2009년 | 9월 1일   | 제주특별자치도교육청 지정 농산어촌 전원학교 지정         |
| 2011년 | 1월 14일  | 2010학년도 학교평가 우수학교 선정                        |
| 2012년 | 1월 31일  | 본관 대수선 공사 완공                                    |
| 2012년 | 4월 10일  | 푸른 운동장 조성(천연잔디 및 트랙) 공사 완공             |
| 2013년 | 1월 28일  | 제4기 제주형 자율학교 운영(6년간)                        |
| 2016년 | 4월 29일  | 제50회 도민체전 테니스대회 여자단체전 우승               |
| 2016년 | 10월 8일  | 제55회 탐라문화제 학생민속예술축제 한라상(대회장상) 수상 |
| 2016년 | 11월 20일 | 2016 하반기 교육장배 스포츠클럽 축구대회 우승            |
| 2017년 | 1월 19일  | 학교 교문 교체 및 테니스장 정비                          |
| 2017년 | 11월 18일 | 2017하반기 교육장배 스포츠클럽 축구대회 우승             |
| 2018년 | 9월 1일   | 제37대 윤성희 교장 부임                                  |
| 2018년 | 11월 17일 | 2018 하반기 교육장배 스포츠클럽 축구대회 우승            |
| 2018년 | 12월 21일 | 학교 후문 제주돌담 울타리 공사 완공                      |
| 2019년 | 1월 25일  | 제76회 졸업(총 2,057명 졸업)                             |

## 참고 자료
- 성읍초등학교 - 한국교육학술정보원 학교알리미